# Screaming Trees
Screaming Trees est un groupe de rock américain, originaire d'Ellensburg, dans l'État de Washington. Apparenté au mouvement grunge, leur son était un mélange du rock psychédélique des années 1960 et du hard rock des années 1970. Bien que hautement considérés par les critiques, ils n'ont jamais atteint la popularité d'autres groupes grunge comme Nirvana, Soundgarden, Alice in Chains ou Pearl Jam. Ils se sont séparés en 2000, 4 ans après la sortie de leur dernier album, Dust.

## Biographie

### Formation et débuts (1985–1989)
Les frères Conner forment Screaming Trees avec Mark Lanegan et Mark Pickerel en 1985 à Ellensburg, dans l'État de Washington, une petite ville à plus de 100 miles de Seattle. Depuis le lycée, les membres du groupe ont un intérêt commun pour le punk, garage, et le rock classique.
Le groupe répète dans la boutique de location vidéo tenue par les parents des Conner et enregistre une première cassette démo, Other Worlds à l'été 1985 avec Steve Fisk au studio Creative Fire d'Ellensburg. Le groupe s'adressera au dirigeant du studio pour la sortie de sa cassette au label indépendant Velvetone Records (la démo est plus tard rééditée aux formats CD et vinyle par SST Records en 1988). En 1986, ils publient leur premier album, Clairvoyance, également au label Velvetone. Musicalement parlant, l'album est un mélange de rock psychédélique et de hard rock. Avec l'aide de Fisk, l'album attire l'intérêt de Greg Ginn, et le groupe est signé par SST Records.
En 1987, le groupe publie son deuxième album, et premier chez SST, Even If and Especially When. Après la sortie de l'album en 1987, le groupe commence à intégrer le circuit indépendant, jouant des concerts avec d'autres groupes signés chez SST comme Firehose et Meat Puppets. Leur album suivant, Invisible Lantern, est publié en 1988. Buzz Factory, publié en 1989, est leur quatrième album, et dernier chez SST Records.

### Débuts en major (1990–2000)
En 1990, le groupe signe avec la major Epic Records. En 1991, le groupe publie son cinquième album, et premier chez une major, Uncle Anesthesia. L'album est produit par le chanteur de Soundgarden, Chris Cornell et comprend le single Bed of Roses, qui est diffusé sur les chaines radio de rock alternatif, et atteint la 23e des Modern Rock Tracks. Ce single est le premier des Screaming Trees à atteindre les classements. Après la sortie de Uncle Anesthesia, Van Conner quitte temporairement le groupe, choisissant de tourner comme bassiste avec Dinosaur Jr. à la place, et Donna Dresch le remplace pour les concerts de Screaming Trees. À la fin 1991, Nevermind de Nirvana devient un succès commercial inopiné, ouvrant la porte au reste de la scène de Seattle. Là où leurs pairs réussissent à gagner en popularité auprès du grand public, Screaming Trees ne parvient à faire de même.
Barrett Martin remplace l'ancien batteur, Pickerel, et la nouvelle formation enregistre Sweet Oblivion en 1992. À l'arrivée de Martin, le groupe termine la chanson Nearly Lost You, qui devient un succès. Sweet Oblivion devient l'album par excellence du groupe, qui comprend les singles Nearly Lost You, Dollar Bill et Shadow of the Season. Les deux premiers singles gagnent considérablement en diffusion sur les ondes des chaines radio de rock alternatif, et la vidéo de Nearly Lost You devient un succès sur MTV à la fin 1992, grâce à son inclusion dans le film Singles. Nearly Lost You atteint la 5e place des Modern Rock Tracks t la 50e de l'UK Singles Chart. Sweet Oblivion se vend au total à plus de 300 000 d'exemplaires aux États-Unis.
En 2000, après un concert pour célébrer l'ouverture de l'Experience Music Project, le groupe annonce sa séparation officielle.
Le 18 janvier 2023 Van Conner, le cofondateur et bassiste de Screaming Trees, est décédé d'une pneumonie, selon une publication sur les réseaux sociaux de son frère et coéquipier, Gary Lee. Conner avait 55 ans. Ces dernières années, Conner a joué dans le groupe Valis avec un autre frère, Patrick Conner, et a joué en tant que musicien de session. En 2011, le groupe a sorti un dernier album dont les titres ont été enregistrés à la fin des années 90, sous le nom de Last Words: The Final Recordings. Conner a sorti un album solo, Coming Back Again, en 2019.

## Membres

### Derniers membres
- Mark Lanegan † - chant (1985–2000) (décédé le 22 février 2022)
- Gary Lee Conner - guitare (1985–2000)
- Van Conner † - basse (1985–2000) (décédé le 18 janvier 2023)
- Barrett Martin - batterie (1991-2000)

### Anciens membres
- Mark Pickerel - batterie (1985-1991)

### Membres de tournées
- Donna Dresch - basse (1988, 1991)
- Sean Hollister - batterie (1991)
- Josh Homme - guitare (1996-1998)
- Dan Peters - batterie (1991)

## Discographie

### Albums studio
| Date de sortie | Titre                                                  | Label                        | Type         |
| 1985           | Other Worlds                                           | Velvetone Records            | EP           |
| 1986           | Clairvoyance                                           | Velvetone Records            | Album Studio |
| 1987           | Even If and Especially When                            | SST Records                  | Album Studio |
| 1988           | Invisible Lantern                                      | SST Records                  | Album Studio |
| 1988           | Beat Happening/Screaming Trees EP                      | Homestead Records, K Records | EP           |
| 1989           | Buzz Factory                                           | SST Records                  | Album Studio |
| 1990           | Something About Today                                  | Epic Records                 | EP           |
| 1990           | Change Has Come                                        | Epic Records                 | EP           |
| 1991           | Uncle Anesthesia                                       | Epic Records                 | Album Studio |
| 1991           | Anthology: SST Years 1985-1989                         | SST Records                  | Best of      |
| 1992           | Sweet Oblivion                                         | Epic Records                 | Album Studio |
| 1996           | Dust                                                   | Epic Records                 | Album Studio |
| 2001           | Nearly Lost You                                        | Sony                         | Best of      |
| 2005           | Ocean of Confusion: Songs of Screaming Trees 1989-1996 | Epic Records                 | Best of      |
| 2011           | Last Words: The Final Recordings                       | Sunyata Records              | Album Studio |

### Singles
| Année | Titre                | Label        |
| ----- | -------------------- | ------------ |
| 1992  | Dollar Bill          | Epic Records |
| 1993  | Nearly Lost You      | Epic Records |
| 1993  | Shadow Of The Season | Epic Records |
| 1993  | Butterfly            | Epic Records |
| 1996  | All I Know           | Epic Records |
| 1996  | Sworn & Broken       | Epic Records |

### Apparitions
| Année | Titre                                                                 | Label                   |
| ----- | --------------------------------------------------------------------- | ----------------------- |
| 1988  | Love Or Confusion sur Sub Pop 200                                     | Sub Pop Records         |
| 1990  | Tales of Brave Ulysses sur Taste Test #1                              | New Alliance            |
| 1990  | Psycho sur Here Ain't The Sonics: A Tribute to the Sonics             | Estrus/PopLlama Records |
| 1991  | Yard Trip #7 on SST Acoustic                                          | SST Records             |
| 1991  | Change Has Come sur The Grunge Years                                  | Sub Pop Records         |
| 1992  | Nearly Lost You sur Singles Original Motion Picture Soundtrack        | Epic Records            |
| 1993  | Ocean of Confusion sur Thrash And Burn                                | Risky Business/Sony     |
| 1994  | Darkness Darkness sur True Lies Original Motion Picture Soundtrack    | Epic Records            |
| 1994  | What Goes On sur Fifteen Minutes: A Tribute to the Velvet Underground | Imaginary Records UK    |
| 1995  | Working Class Hero sur Working Class HerO: A Tribute to John Lennon   | Hollywood Records       |